# Crkva sv. Jerolima u Kaštel Gomilici (stara)
Stara crkva sv. Jerolima je rimokatolička crkva u Kaštel Gomilici, Grad Kaštela.

## Opis
Stara župna crkva Sv. Jerolima smještena je sjeveroistočno od utvrđene jezgre Kaštel Gomilice. Podignuta je 1731. na mjestu starije crkve, kao jednobrodna građevina pravokutnog tlocrta s apsidom gotovo kvadratne osnove, presvođena zrcalnim svodom i natkrivena dvoslivnim krovom. Zapadnim pročeljem dominira vertikala profiliranog portala, rozete nad njim i lezena zvonika na preslicu. Nad portalom je ploča s natpisom i godinom gradnje. U interijeru su nađeni ostaci fresaka. Na zapadnom dijelu je drveno pjevalište. Ostali inventar je premješten u novu župnu crkvu.

## Zaštita
Pod oznakom Z-3333 zavedena je kao nepokretno kulturno dobro - pojedinačno, pravna statusa zaštićena kulturnog dobra, klasificirano kao "sakralna graditeljska baština".

## Vanjske poveznice
|  | Zajednički poslužitelj ima još gradiva o temi Crkva sv. Jerolima u Kaštel Gomilici (stara) |